# Kleinschwabhausen (Markt Indersdorf)
Kleinschwabhausen ist ein Ortsteil des Marktes Markt Indersdorf, der circa 42 Kilometer nordwestlich von München im oberbayerischen Landkreis Dachau liegt.

## Geschichte
Der 1918 nach Langenpettenbach eingepfarrte Weiler Schwabhausen gehörte vorher zur Pfarrei Weichs und wurde um 1275 „Swabhawsen“ (Haus des Schwaben) genannt, er hatte um 1500 drei Anwesen, welche dem Kloster Indersdorf, dem Kloster Altomünster und den Weichsern gehörten. 1760 waren es nur noch zwei, die die genannten Klöster besaßen. Zur Unterscheidung zu anderen gleichnamigen Orten wurde dieser Ort auch Kleinschwabhausen genannt.

## Anwesen
- Nr. 1: „Wastlhans“
- Nr.    „Weimer“
- Nr. 1/2: „Ballis“, „Unterscheib“
- Nr. 2: „Bauer“, „Scheib“
- Nr. 3: „Huber“
- Nr. 4: „Beim Schlammer“, „Burghart“